# هنريك نيلسون (لاعب هوكي الجليد سويدي)
هنريك نيلسون هو لاعب هوكي الجليد سويدي، ولد في 10 يناير 1970 في Salem, Sweden ‏ في السويد.

## وصلات خارجية
- هنريك نيلسون (لاعب هوكي الجليد سويدي) على موقع EliteProspects.com (الإنجليزية)
- هنريك نيلسون (لاعب هوكي الجليد سويدي) على موقع HockeyDB.com (الإنجليزية)